# Municipio de Manistee
El municipio de Manistee (en inglés: Manistee Township) es un municipio ubicado en el condado de Manistee en el estado estadounidense de Míchigan. En el año 2010 tenía una población de 4084 habitantes y una densidad poblacional de 32,67 personas por km².

## Geografía
El municipio de Manistee se encuentra ubicado en las coordenadas 44°17′11″N 86°14′56″O / 44.28639, -86.24889. Según la Oficina del Censo de los Estados Unidos, el municipio tiene una superficie total de 125.01 km², de la cual 114.94 km² corresponden a tierra firme y (8.06%) 10.07 km² es agua.

## Demografía
Según el censo de 2010, había 4084 personas residiendo en el municipio de Manistee. La densidad de población era de 32,67 hab./km². De los 4084 habitantes, el municipio de Manistee estaba compuesto por el 78.16% blancos, el 16.33% eran afroamericanos, el 2.74% eran amerindios, el 0.12% eran asiáticos, el 0.32% eran isleños del Pacífico, el 0.29% eran de otras razas y el 2.03% pertenecían a dos o más razas. Del total de la población el 2.4% eran hispanos o latinos de cualquier raza.